# Bianca (maan)
Bianca is een natuurlijke maan van Uranus. De maan is in 1986 ontdekt door Voyager 2. Bianca is genoemd naar de zuster van Katherine uit Shakespeares stuk "The Taming of the Shrew".
Miranda · Ariel · Umbriel · Titania · Oberon

Cordelia · Ophelia · Bianca · Cressida · Desdemona · Juliet · Portia · Rosalind · Cupid · Belinda · Perdita · Puck · Mab · Francisco · Caliban · Sycorax · Margaret · Prospero · Setebos · Stephano · Trinculo · Ferdinand